# رايشنباخ (أوبرلازيتز)
رايشنباخ (اوبرلازيتز) (بالألمانية: Reichenbach (Oberlausitz)) هي بلدة ألمانية تقع في ألمانيا في ساكسونيا. يقدر عدد سكانها بـ 5,161 نسمة .

## أعلام
- رودلف كراوس